# Горные свинки
Горные свинки (лат. Microcavia) — род млекопитающих из семейства свинковых. Они уникальны в своем семействе тем, что их премоляры не растут и не заменяют исходные молочные щечные зубы до тех пор, пока животное не родится; у представителей других родов это происходит в утробе матери.

## Виды
Род содержит 6 современных видов:
- Microcavia australis — Южная горная свинка
- Microcavia jayat
- Microcavia maenas
- Microcavia niata — Андийская свинка
- Microcavia shiptoni — Горная свинка Шиптона
- Microcavia sorojchi

Также были названы по крайней мере девять ископаемых видов, относящихся к середине плиоцена, хотя неясно, сколько из них действительно валидны.